# Antonius van Erp
Antonius van Erp (Oss, 10 maart 1797 – Schijndel, 18 mei 1861) was een Nederlandse geestelijke, stichter van de congregatie van de Zusters van Liefde van Jezus en Maria, Moeder van Goede Bijstand in Schijndel. 
Van Erp bezocht het grootseminarie van Herlaer nabij Sint-Michielsgestel en werd in 1820 in Mechelen door aartsbisschop Franciscus Antonius de Méan de Beaurieux priester gewijd. Na zijn wijding werd hij kapelaan in Breugel. In 1826 werd hij kapelaan in Boxtel en in 1831 pastoor van Schijndel. Hier deed Van Erp zich kennen als een sociaal bewogen priester, die zich ontfermde over armen en zieken. Ook het onderwijs had zijn bijzondere belangstelling. 
Bezorgd om de steeds verdere liberalisering van de samenleving - waar de openbare school in Schijndel in zijn ogen aan bijdroeg - richtte hij een katholieke school voor meisjes op. De school werd een dusdanig succes dat Van Erp moeite kreeg om aan geschikte leerkrachten te komen. Dit deed bij hem het idee post vatten om een orde van religieuzen op te richten. De door zijn vriend Johannes Zwijsen in Tilburg opgerichte Zusters van Liefde van Onze Lieve Vrouw, Moeder van Barmhartigheid diende hierbij als voorbeeld. In 1835 kwam de eerste zuster naar Schijndel. 
Al snel ontstond een bloeiende congregatie, die voor haar inkomsten echter afhankelijk was van de school. Omdat er nog steeds veel kinderen naar de openbare school werden gestuurd, maakte Van Erp bekend dat meisjes die niet op de school van de Zusters van Liefde zaten, zouden worden uitgesloten van de Heilige Communie. Deze mededeling deed de belangstelling voor de katholieke school aanmerkelijk toenemen. 
Na de dood van Van Erp zou de congregatie blijven groeien. In 1929 waren er dertig kloostergemeenschappen gesticht vanuit het moederklooster in Schijndel.